# Martin Jauvat
Martin Jauvat est un réalisateur et acteur français né en 1995 à Chelles.

## Biographie
Après une prépa littéraire à Paris, il tente le concours de la Fémis mais échoueet commence donc à écrire et réaliser des courts métrages en autodidacte dans sa ville natale.
Il réalise ses deux premiers courts, Les vacances à Chelles et Mozeb en 2017 en autoproduction. Une rencontre avec Benoît Forgeard en 2016 à la suite d'une projection de Gaz de France lui permet de devenir stagiaire sur le tournage de Yves et de rencontrer le producteur Emmanuel Chaumet de la société Ecce Films qui devient coproductrice de ses courts et permet leur diffusion en 2019 et 2020.
C'est toujours avec Emmanuel Chaumet et Ecce Films, et donc dans un cadre de production plus classique, que Martin Jauvat réalise son court-métrage suivant Le Sang de la veine en 2021. Il tourne ensuite son premier long métrage, Grand Paris, présenté au Festival de Cannes 2022 dans la programmation de l'ACID,et qui sort en salles le 29 mars 2023. À noter que ce film a été présenté au CNC comme un court-métrage afin de décrocher des aides financières plus facilement (« Cela vient du fait que pour le CNC, il y a un fossé entre les enjeux d'un court et d'un long métrage. Le court métrage est pour eux une zone d'essais, d'experimentation. De ce fait, les soutiens financier sont plus facile à obtenir et ils n'exigent pas grand chose en retour. » dixit le chef opérateur du film Vincent Peugnet ). Ce court "fictif" a néanmoins été pré-acheté par Arte qui a demandé une version diffusable de moins d'une heure : c'est pour cela qu'existe une version du film dans un montage de 30 minutes, rebaptisé Grand Paris Express.
Martin Jauvat est également acteur. Il a été distingué au Festival Jean-Carmet, en 2022, par le Prix du jury : meilleur jeune espoir masculin pour son rôle dans Ville éternelle de Garance Kim.

## Filmographie

### Réalisateur et scénariste

#### Courts métrages
- 2019 : Les Vacances à Chelles
- 2020 : Mozeb
- 2021 : Le Sang de la veine[10]
- 2021 : Grand Paris Express

#### Longs métrages
- 2022 : Grand Paris
- 2025 : Baise-en-ville[11]

### Acteur
- 2021 : Le Sang de la veine de lui-même : Le frère de Zoé
- 2021 : Grand Paris Express de lui-même : Renard
- 2022 : Grand Paris de lui-même : Renard
- 2022 : Ville éternelle (court métrage) de Garance Kim : Thibault
- 2025 : Baise-en-ville de lui-même : Sprite